# Sex/Life
Sex/Life è una serie televisiva statunitense creata da Stacy Rukeyser per Netflix e basata sul romanzo di BB Easton 44 Chapters About 4 Men del 2016. Il cast principale è costituito da Sarah Shahi, Mike Vogel e Adam Demos. La serie, di genere dramedy,, sentimentale ed erotico, è stata pubblicata su Netflix il 25 giugno 2021.

## Trama
Billie Connelly (Sarah Shahi) non è sempre stata una madre e moglie casalinga. Prima di sposare l'amorevole e affidabile Cooper (Mike Vogel) e di trasferirsi nel Connecticut, Billie viveva infatti da ragazza ribelle e indipendente a New York con la sua migliore amica Sasha (Margaret Odette), tra duro lavoro e sregolatezza.
Stremata dal dover prendersi cura dei figli piccoli e nostalgica del passato, Billie comincia a scrivere un diario, ricordando le appassionanti avventure con l'affascinante ex Brad (Adam Demos) che per lei rappresenta una delusione d'amore mai superata.
Con il riaffiorare dei ricordi, Billie si chiede come sia finita nella situazione in cui si trova, finché il marito non trova il diario. La verità sul passato di Billie innescherà una rivoluzione sessuale con il coniuge o la riporterà alla vita che pensava di essersi lasciata alle spalle con l'uomo che le ha spezzato il cuore?

## Episodi
| Stagione         | Episodi | Pubblicazione |
| ---------------- | ------- | ------------- |
| Prima stagione   | 8       | 2021          |
| Seconda stagione | 6       | 2023          |

## Personaggi e interpreti

### Personaggi principali
- Billie Connelly (stagioni 1-2), interpretata da Sarah Shahi, doppiata da Francesca Manicone.[6]
 È una ex dottoranda in psicologia della Columbia University, madre di due figli e casalinga in una ricca comunità suburbana del Connecticut che soffre di una grave crisi di mezza età, desiderando ardentemente la vita frenetica che aveva con il suo ex fidanzato Brad . Successivamente viene rivelato che il suo nome da nubile è Mann. Finisce con la vita felice e contenta che ogni donna sogna, ma si chiede se questo sia davvero ciò che significa felicità.
- Cooper Connelly (stagioni 1-2), interpretato da Mike Vogel, doppiato da Marco Vivio.[6]
 È il marito severo di Billie che è un banchiere di investimenti. È un tipo di personaggio da bravo ragazzo, di supporto qualunque cosa accada.
- Brad Simon (stagioni 1-2), interpretato da Adam Demos, doppiato da Davide Perino.[6]
È l'ex fidanzato di Billie che è di nuovo nella sua vita e sta cercando di riconquistarla nonostante il fatto che Billie sia sposata con figli.[6]
È un famoso produttore musicale e CEO di un'etichetta discografica da lui fondata.
- Sasha Snow (stagioni 1-2), interpretata da Margaret Odette, doppiata da Rossella Acerbo.[6]
È la migliore amica di Billie che è una professoressa di psicologia e vive una vita da single e dalla sessualità piuttosto libertina. Cerca di convincere Billie che una buona vita da moglie è tutto ciò di cui ha bisogno per essere felice.
- Kam Evans (stagione 2), interpretato da Cleo Anthony, doppiato da Paolo Vivio.[6]
È un medico fondatore di un'associazione non-profit e vecchia fiamma di Sasha.
- Majid (stagione 2), interpretato da Darius Homayoun, doppiato da Andrea Lavagnino.[6]
È il nuovo interesse amoroso di Billie dopo il divorzio da Cooper. È il proprietario di un ristorante.

### Personaggi secondari
- Olga (stagioni 1-2), interpretata da Joyce Rivera, doppiata da Flaminia Fegarotti.[6]
È la tata dei figli di Billie e Cooper.
- Devon (stagioni 1-2), interpretato da Jonathan Sadowski, doppiato da Nanni Baldini.[6]
È un collega e amico di Cooper e marito di Trina.
- Trina (stagioni 1-2), interpretata da Amber Goldfarb, doppiata da Gilberta Crispino.[6]
È la moglie di Devon non contenta del suo matrimonio.
- Francesca (stagioni 1-2), interpretata da Li Jun Li, doppiata da Ughetta d'Onorascenzo.[6]
È una donna d'affari di successo a capo dello studio dove lavora Cooper, del quale si innamorerà.
- Caroline (stagioni 1-2), interpretata da Meghan Heffern.[6]
È una madre triste e disillusa del quartiere di Billie.
- Gigi (stagione 2), interpretata da Wallis Day, doppiata da Benedetta Degli Innocenti.[6]
È la nuova fidanzata di Brad, dal quale aspetta un bambino.
- Spencer (stagione 2), interpretato da Dylan Bruce.[6]
È il fratello di Cooper, dichiaratamente omosessuale.
- Mick (stagione 2), interpretato da Craig Bierko.[6]
È il nuovo agente di Sasha che si occupa di far decollare la sua carriera.

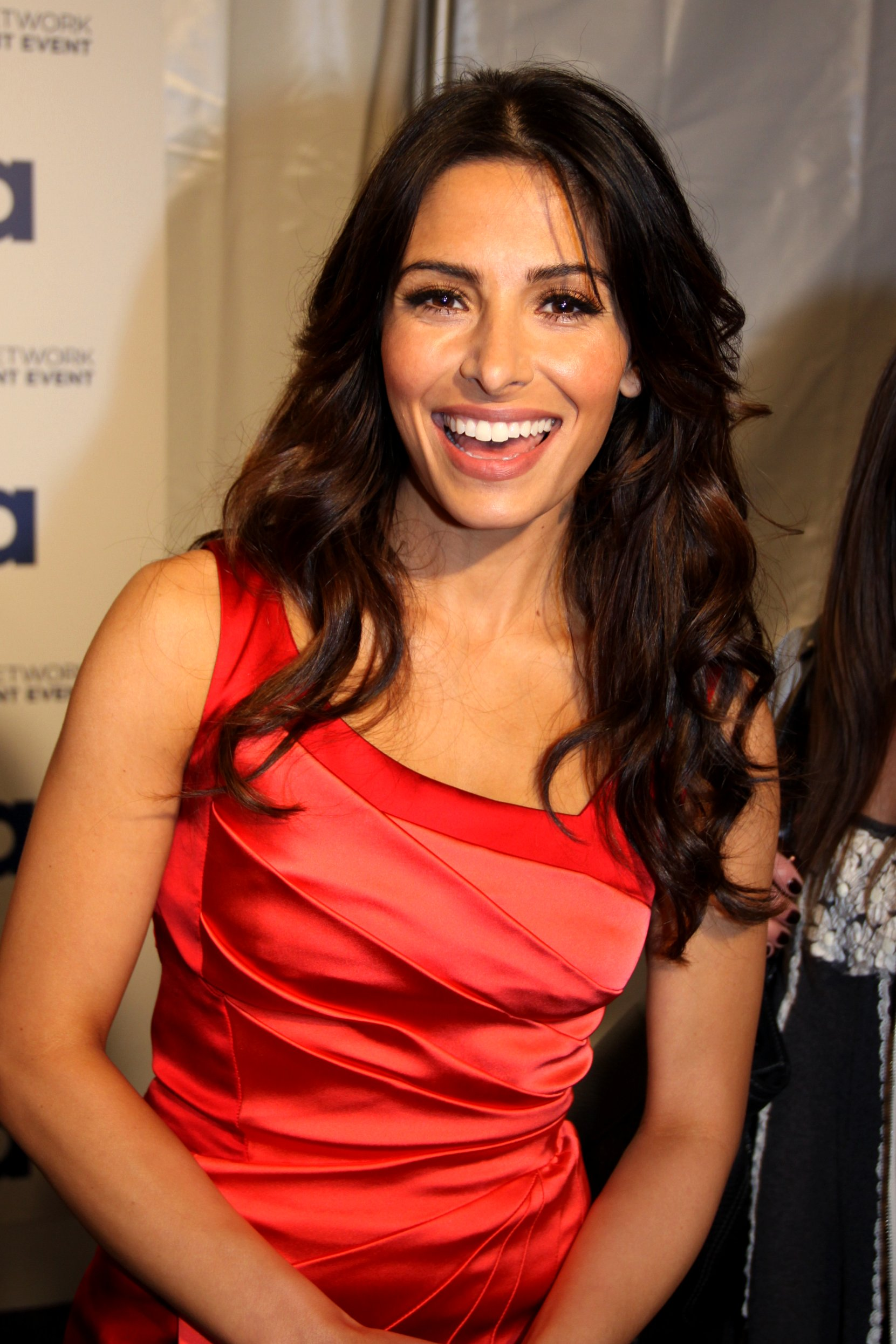
Sarah Shahi, interprete di Billie Connelly
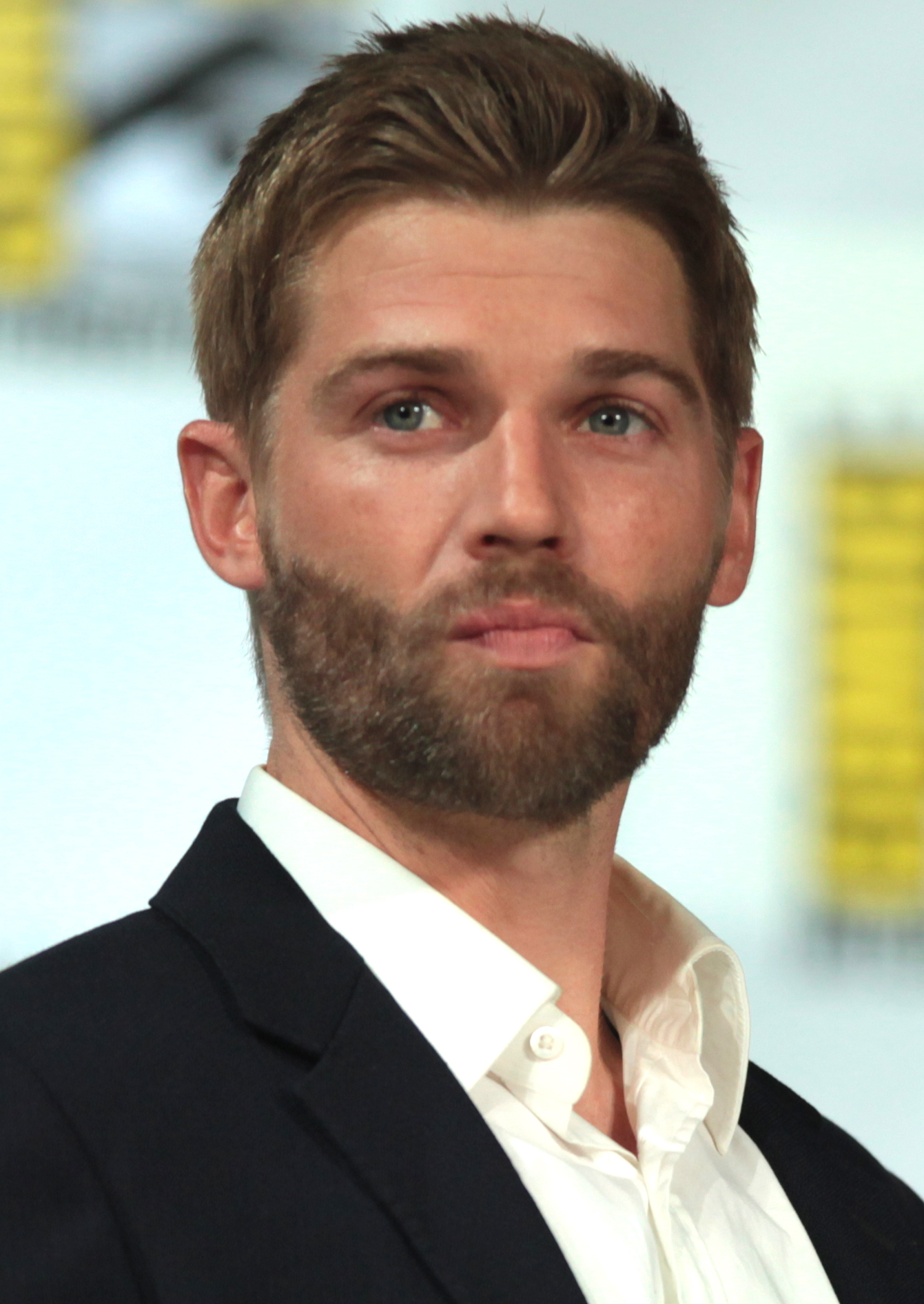
Mike Vogel, interprete di Cooper Connelly
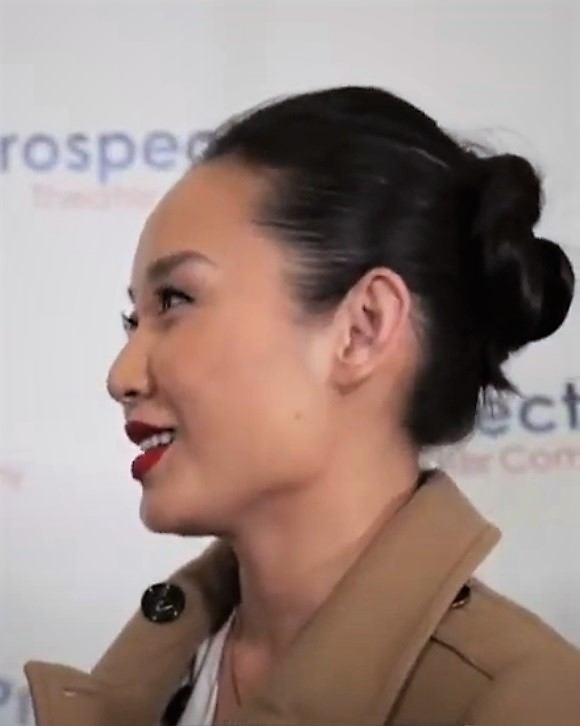
Li Jun Li, interprete di Francesca
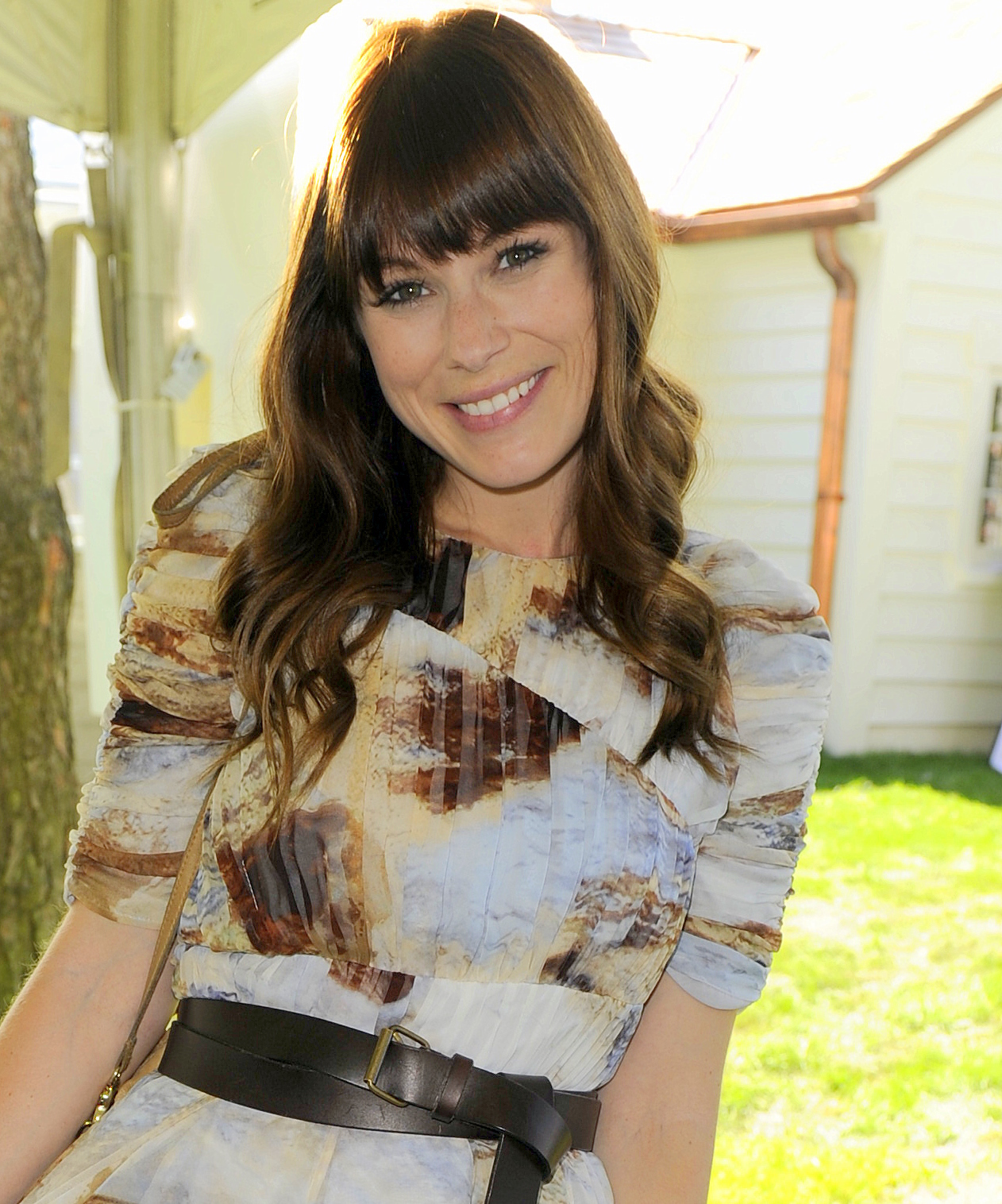
Meghan Heffern, interprete di Caroline
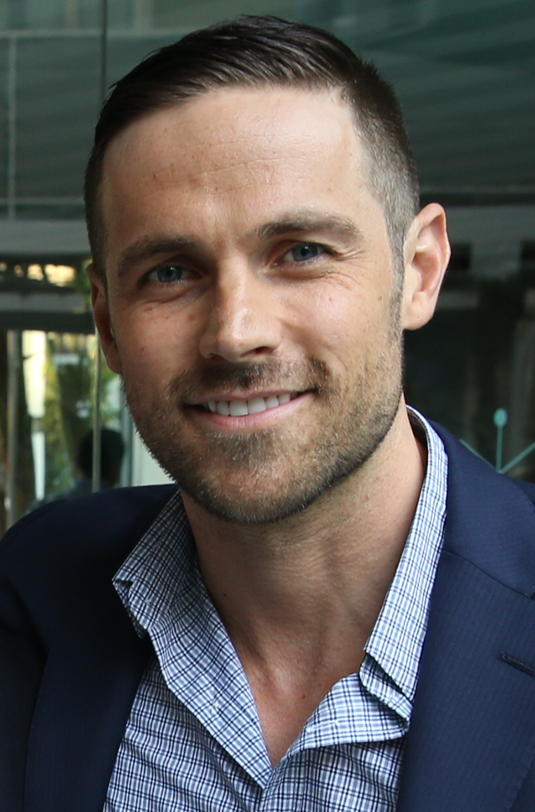
Dylan Bruce, interprete di Spencer
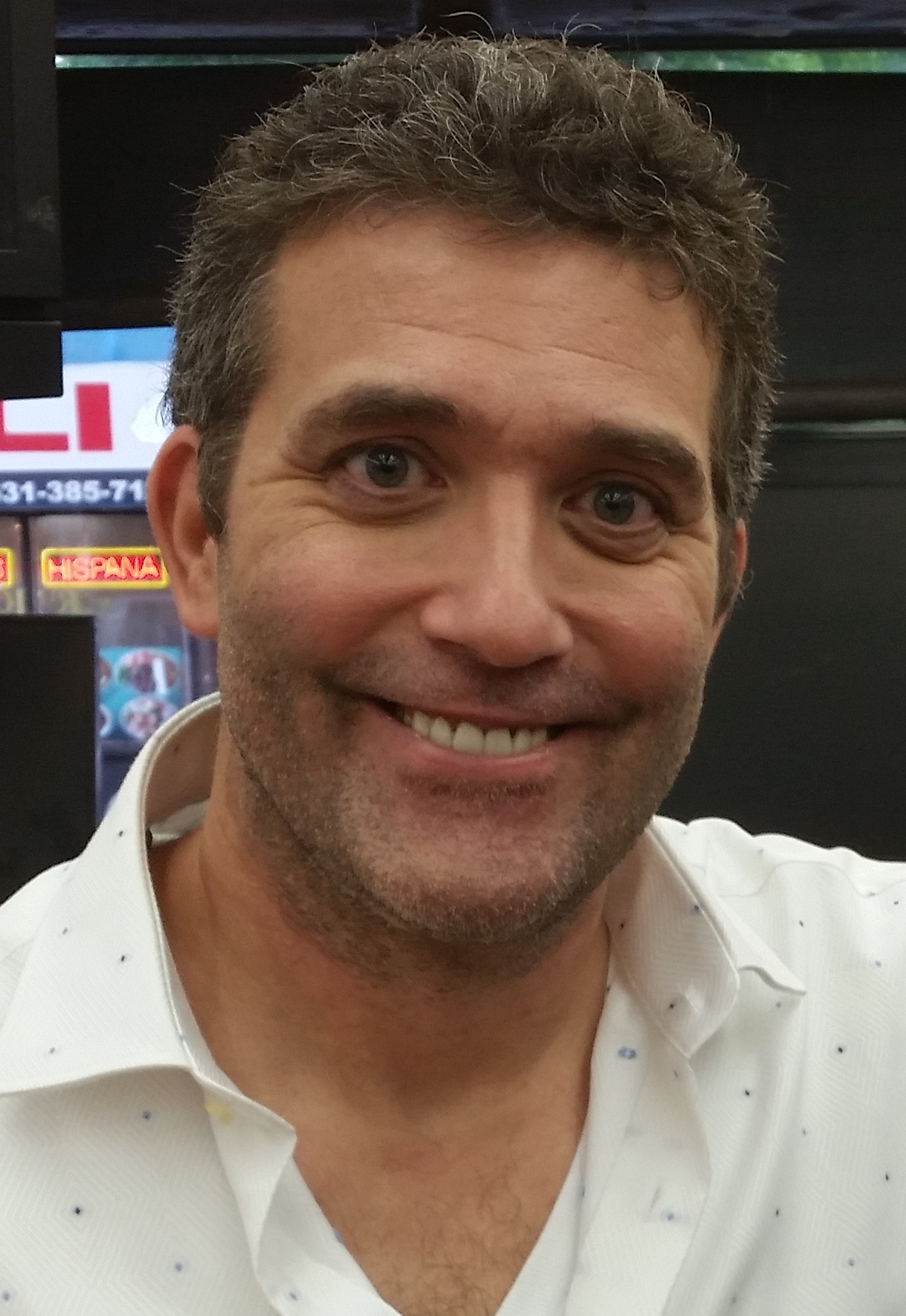
Craig Bierko, interprete di Mick

## Distribuzione
La prima stagione è stata pubblicata su Netflix il 25 giugno 2021. La seconda e ultima stagione è stata pubblicata su Neflix il 2 marzo 2023.